# Jorge Ribeiro Vilena

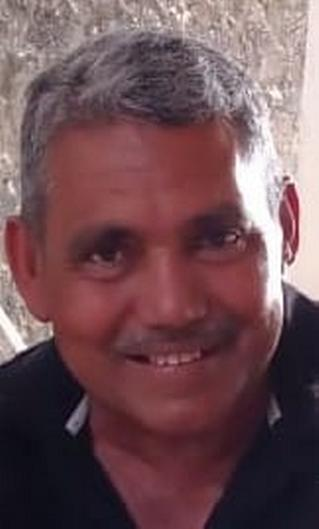
Jorge Ribeiro Vilena. Nascimento: 30 de abril de 1957. Falecimento: 25 de setembro de 2024.

Jorge Ribeiro Vilena (Coroatá – MA, 30 de abril de 1957 – Brasília, 25 de setembro de 2024), também conhecido como Vilena, foi um político, agricultor e pecuarista brasileiro, fundador da Vila Vilena, no município de Bonfim, Estado de Roraima. Sua trajetória política teve início em 1994, ano em que fundou a Vila Vilena e, movido pelo desejo de representar sua comunidade, candidatou-se a vereador do município de Bonfim. Embora não tenha sido eleito naquela ocasião, as
sumiu a função de administrador da Vila Vilena, representando-a com empenho entre 1994 e 1996.
Em 1996, fundou a Associação de Produtores Rurais da Vila Vilena, da qual tornou-se presidente. No ano seguinte, foi eleito vereador de Bonfim, com votos majoritariamente vindos da própria comunidade que ajudara a construir (1997–2000). Posteriormente, exerceu o cargo de vice-prefeito (2004–2008).
Ao longo de sua vida pública, Jorge Ribeiro Vilena destacou-se pelo comprometimento, integridade, responsabilidade, dedicação, respeito e paixão pelo que fazia. Trabalhou incansavelmente para o desenvolvimento de Vila Vilena, conquistando melhorias essenciais como estradas, sistema de energia elétrica, pavimentação das ruas, escolas, unidade de saúde, entre outros benefícios que transformaram a realidade local.

## PRIMEIROS ANOS
Jorge Ribeiro Vilena nasceu em 30 de abril de 1957, na pequena e tranquila cidade de Coroatá, no Maranhão. Era filho de Aldenora Ribeiro e de João Vilena da Silva, um médico-veterinário português que havia vindo ao Brasil durante a Revolução Portuguesa. O caçula de sete filhos, Jorge chegou para iluminar os dias da família e renovar a esperança do pai, que travava, havia anos, uma dura batalha contra o câncer.
Mas a vida do pequeno Jorge Vilena logo seria marcada pela perda. Em janeiro de 1959, quando tinha apenas 2 anos, seu pai faleceu. Para Dona Aldenora Ribeiro, o desafio era enorme: criar sete filhos praticamente sozinha, contando apenas com os poucos recursos que restaram, já que o tratamento da doença havia consumido quase todo o patrimônio da família.
Os anos seguintes foram de luta, mudanças e recomeços. Jorge Vilena cresceu entre dificuldades, mas também com a força e o carinho da mãe. Contudo, em 1967, outra tragédia abalou seu mundo: Dona Aldenora adoeceu gravemente. Pouco tempo depois, Jorge Vilena, então com apenas 9 anos, tornou-se órfão de pai e mãe, tendo que enfrentar a vida muito antes do tempo.

## JUVENTUDE E DESAFIOS
Após a perda da mãe, Jorge Ribeiro Vilena viu sua infância ser interrompida. Passou a viver sob os cuidados de familiares, mudando-se entre casas e cidades, sempre carregando consigo a saudade e as lembranças de um lar que já não existia. A ausência dos pais o obrigou a amadurecer cedo, aprendendo desde pequeno a lidar com responsabilidades e a valorizar cada oportunidade. Na adolescência, Jorge Vilena descobriu uma determinação que seria sua marca por toda a vida. Trabalhava para ajudar no próprio sustento , o que limitou o  estudo chegando a cursar apenas a 2ª  série — algo que, naquela época e nas suas circunstâncias, exigia esforço redobrado. Entre trabalhos temporários e a luta para aprender a ler e escrever, foi moldando seu caráter, aprendendo que a superação é construída no dia a dia.
Apesar das dificuldades, mantinha o espírito otimista e a vontade de vencer. Essa resiliência seria a base para conquistar, anos mais tarde,  construir  sua família e legado de vida que tanto sonhava.
Mesmo diante de tantas dificuldades — como morar na rua, passar fome e trabalhar desde muito cedo —, Jorge cresceu determinado, resiliente e dono de uma generosidade incalculável. Em 1969, ao deixar a casa da irmã em busca de seu irmão Luís Vilena, encontrou ainda mais obstáculos, mas também descobriu uma força interior que o guiaria por toda a vida.
Aos 12 anos, foi acolhido por um fazendeiro, que lhe ensinou o ofício de vaqueiro — profissão que abraçou com orgulho, assim como seu pai, apaixonado pela terra e pelos animais. Foi no campo que Jorge Vilena aprendeu sobre disciplina, responsabilidade e respeito à natureza, valores que carregaria para sempre.
Em 1977, durante as férias da fazenda, conheceu aquela que se tornaria sua primeira esposa. Logo se casaram, e, no ano seguinte, nasceu sua primeira filha. A felicidade, porém, seria abalada em 1979, quando um conflito de terras na região resultou em um atentado brutal: Jorge Vilena recebeu 34 golpes de facão e passou meses internado no hospital. Sobreviveu, contra todas as expectativas, e dessa experiência saiu ainda mais decidido a mudar de vida.
Foi então que, junto ao irmão, partiu para o garimpo em busca de fortuna. Seu único objetivo era proporcionar uma vida melhor para a família. Mas a jornada foi dura: enfrentou situações de trabalho escravo no Pará, contraiu malária em Porto Velho — doença que quase lhe tirou a vida — e viveu dias de incerteza. Durante essas andanças, ouviu falar, no burburinho do garimpo, sobre as oportunidades em Roraima. Movido pela curiosidade e pela esperança, decidiu conhecer o estado que mudaria para sempre o rumo de sua história.

## RAÍZES EM RORAIMA

Jorge Ribeiro Vilena 1981

No dia 10 de novembro de 1980, Jorge Ribeiro Vilena chegou a Roraima. Veio na carroceria de um caminhão, pegando carona na cidade de Manaus, Amazonas. O vento da estrada trazia o desconhecido, mas também um sentimento novo: ao pisar em terras roraimenses, Jorge Vilena sentiu que havia encontrado seu lar de coração e paixão.
No ano seguinte, com o pouco ouro que havia conseguido no garimpo, adquiriu um pedaço de terra na região da Serra da Lua, no município de Bonfim. Mas a esperança de enriquecer ainda o levava, vez ou outra, de volta ao garimpo — empreitada que, apesar do esforço, nunca lhe trouxe grande sucesso.
Em 1986, decidiu encerrar definitivamente essa fase da vida. Percebeu que sua verdadeira paixão estava na terra e nos animais. Ao lado de sua segunda esposa dona Maria de Fátima e de seus três filhos, fixou-se de vez nas terras que, em 14 de maio daquele ano, se tornariam o Rancho dos Vilenas.
Os desafios eram imensos: não havia estrada, e, para garantir o sustento da família, Jorge Vilena pedalava mais de 200 quilômetros até a cidade para comprar mantimentos. Ainda assim, trabalhou com dedicação e perseverança, transformando a propriedade em seu orgulho e sustento por muitos anos.
Ver seus filhos crescerem ao seu lado era uma bênção. Jorge Vilena não queria se separar deles por nada no mundo. Afinal, havia conquistado a família que tanto havia pedido a Deus, ainda menino, quando dormia nas ruas. No entanto, havia um dilema: as crianças precisavam estudar. Essa necessidade plantou em seu coração um sonho ousado — criar uma vila, onde pudesse oferecer educação e um futuro melhor para seus filhos e para outras famílias da região.

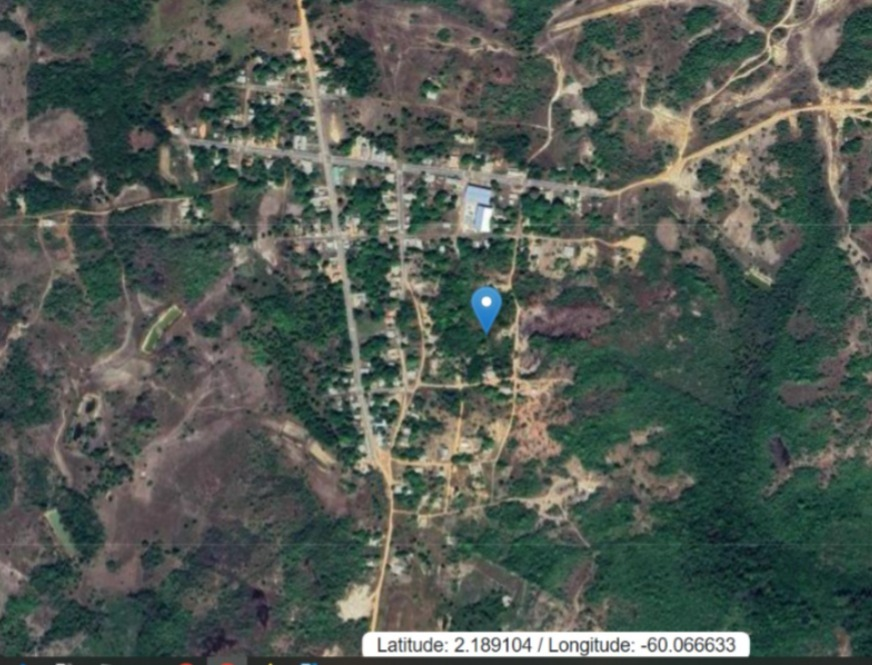
Vila Vilena- Bonfim-RR. 2025

## VILA VILENA — O SONHO
Era abril de 1994. No romper da aurora, Jorge Ribeiro Vilena reuniu todos que viviam em suas terras, além de amigos e vizinhos. Entre eles estavam Carlos Antônio, o “Piripiri”, Domingos de Abreu, o “Baixinho”, José Cidierdes, o “Loro”, entre outros. Unidos, marcharam juntos por quase seis quilômetros até chegarem ao ponto mais alto de sua propriedade, no Rancho dos Vilenas.

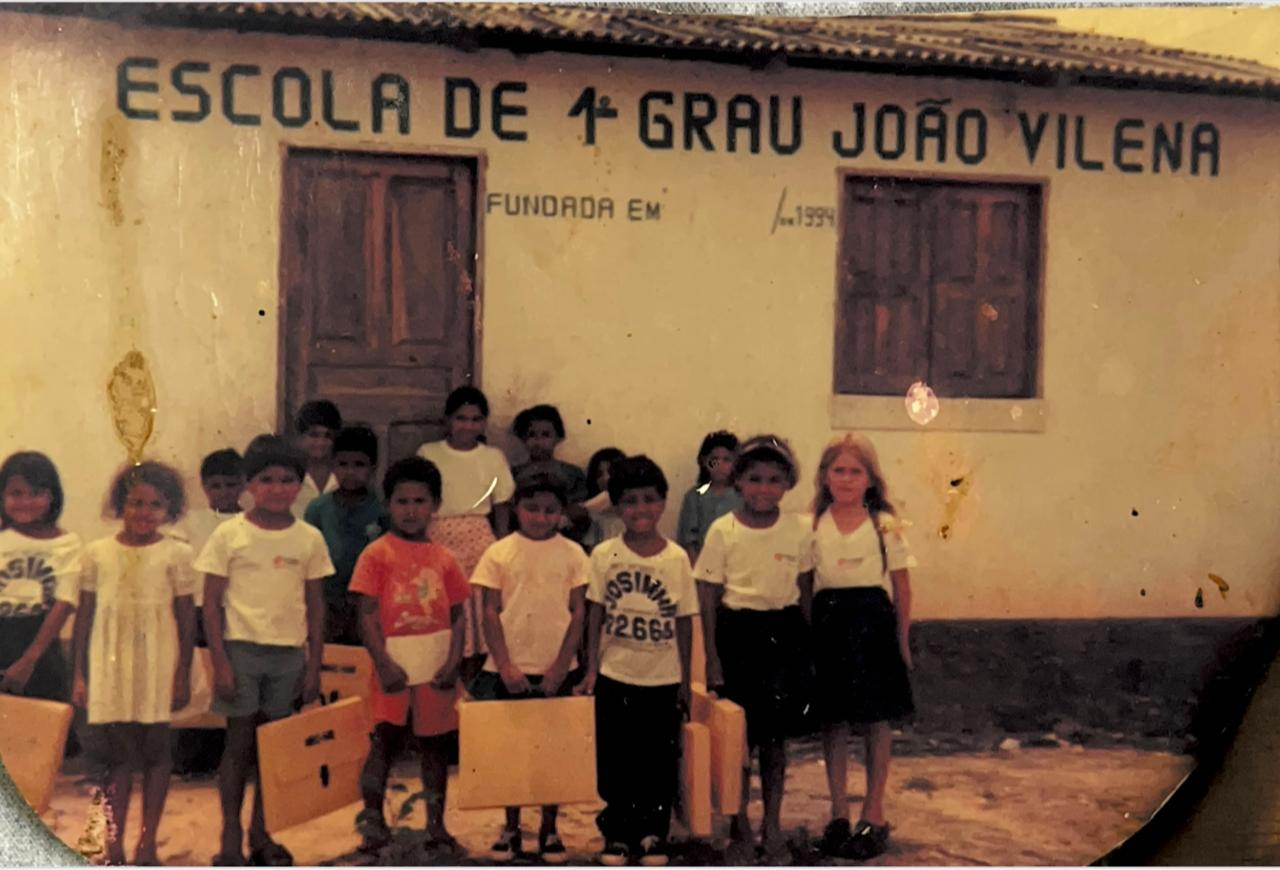
Escola Estadual João Vilena- Primeira escola 1994

Ao avistarem o morro, Jorge parou, olhou para todos e declarou com firmeza:
— Será aqui. Aqui construiremos uma vila onde nossos filhos, netos e toda a nossa família poderão viver para sempre. Teremos uma escola, atendimento médico e toda a infraestrutura que uma grande cidade pode oferecer.

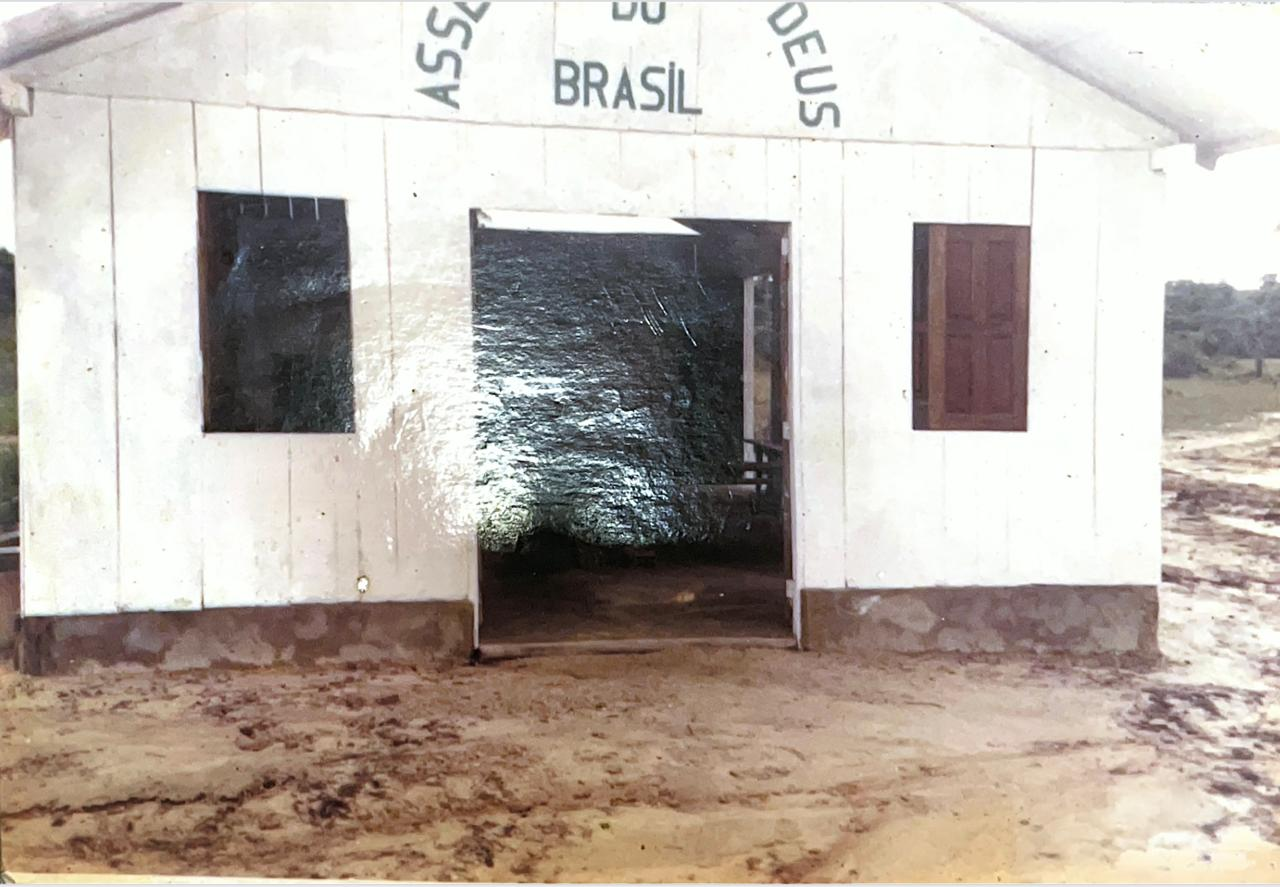
Primeira Igreja de Vila Vilena 1994

Com essa visão, começaram imediatamente a limpar a área. Derrubaram o mato, retiraram madeira e, em poucos dias, ergueram as primeiras dez casas de taipa. Mas Jorge Villena queria mais. Sempre ousado, anunciou que buscaria famílias no Maranhão para colonizar o lugar que já havia batizado de Vila Vilena. Naquele momento, apenas três famílias amigas já viviam ali, vindas da cidade de Boa Vista, capital de Roraima.

Com recursos próprios e o apoio do governador de Roraima, Ottomar de Souza Pinto, Jorge mandou buscar novas famílias. Enquanto elas estavam a caminho, Jorge Vilena iniciou a construção da primeira escola, de um malocão para reuniões comunitárias e da primeira igreja. Os desafios logo surgiram: a cada família que chegava, duas iam embora. Ainda assim, Jorge Vilena nunca desanimou. Com entusiasmo e paixão, mostrava a fertilidade da terra e, pouco a pouco, as famílias foram criando raízes.

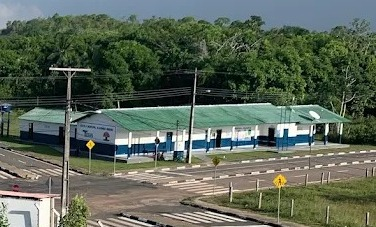
Escola Municipal Aldenora Ribeiro 2025

A partir daquele dia, Jorge Vilena dedicou-se inteiramente à família e ao sonho de ver a Vila Vilena prosperar. Sempre repetia sua frase favorita, que se tornou seu lema de vida:
— Quem não serve para servir, não serve para viver.
E foi essa missão de servir que guiou todos os passos de sua trajetória.

## LIDERANÇA E LEGADO

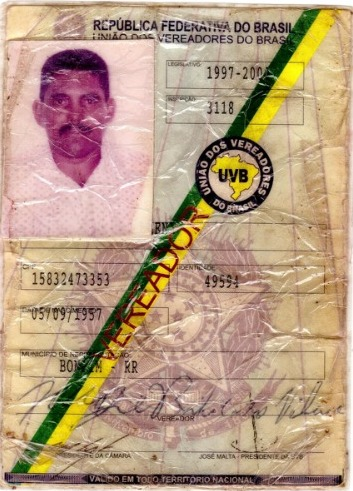
JORGE RIBEIRO VILENA- CARTEIRA DE VEREADOR DE BONFIM-RR 1997 A 2000

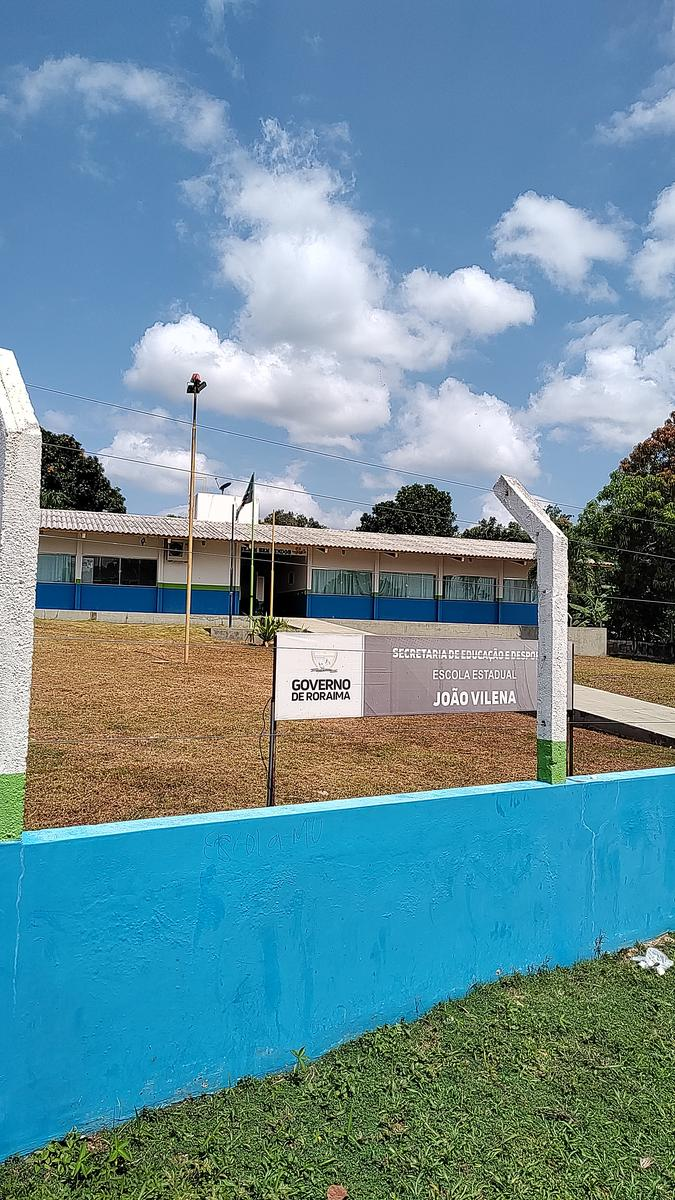
Escola Estadual João Vilena, Vila Vilena – Bonfim – RR, Decreto de Criação nº 1986, de 14/05/1998.

Jorge Ribeiro Vilena foi um homem de integridade e visão. Muitos fazendeiros da região o chamavam de “maranhense doido”, por não acreditarem em seus sonhos. Superando todas as expectativas, iniciou sua carreira política com um único objetivo: o desenvolvimento de Vila Vilena. Ele acreditava que, sendo político, poderia lutar pelos direitos dos vilenenses e buscar melhorias para a comunidade.
Sua trajetória política começou em 1994, ano em que fundou a Vila Vilena e, movido pelo desejo de representar seu povo, candidatou-se a vereador do município de Bonfim. Embora não tenha sido eleito naquela ocasião, assumiu a função de administrador da Vila Vilena, representando-a com empenho entre 1994 e 1996.
Sua trajetória política começou em 1994, ano em que fundou a Vila Vilena e, movido pelo desejo de representar seu povo, candidatou-se a vereador do município de Bonfim. Embora não tenha sido eleito naquela ocasião, assumiu a função de administrador da Vila Vilena, representando-a com empenho entre 1994 e 1996.
Durante esse período, Jorge Vilena obteve diversas conquistas. Com o apoio do governador Ottomar de Souza Pinto, conseguiu a abertura da estrada que dava acesso à vila, substituindo o antigo varador aberto com foice, machado e motosserra. Também viabilizou a instalação de um painel solar e de uma televisão no malocão comunitário.
Em 1996, fundou a Associação de Produtores Rurais da Vila Vilena, tornando-se seu presidente. No ano seguinte, foi eleito vereador de Bonfim (1997–2000), com votos majoritariamente vindos da comunidade que ajudara a construir. Durante o mandato, conquistou a construção do prédio da Escola Estadual João Vilena, em 1998, e também da Escola Municipal Aldenora Ribeiro. Além disso, viabilizou a implantação de um posto de saúde, rede de abastecimento de água com poço artesiano e castelo d’água, banheiros para as residências com sistema de esgoto, entre outras melhorias.

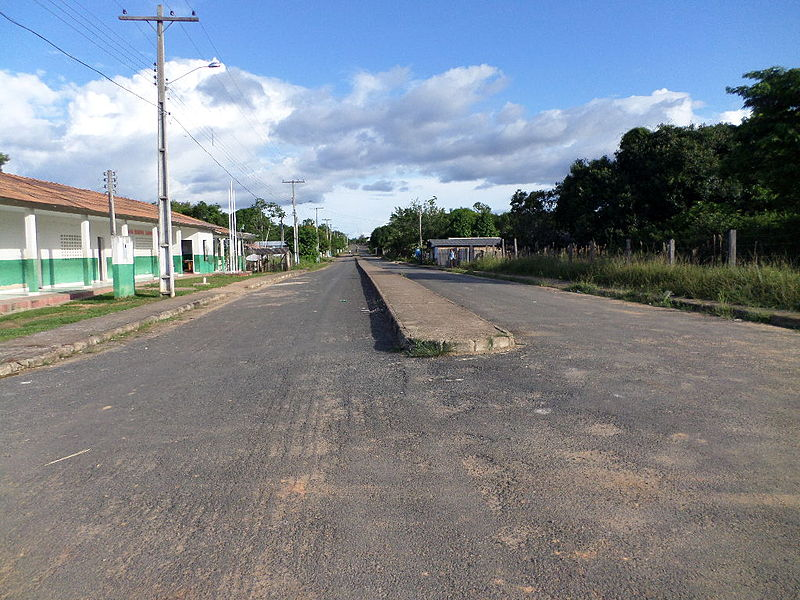
Avenida Brasil - Centro de Vila Vilena, 2025

No cargo de vice-prefeito (2004–2008), Jorge Vilena foi além. Conseguiu abrir estradas vicinais para os Projetos de Assentamento Vilena I e II, garantiu a instalação da rede elétrica interligada a Boa Vista (concluída anos depois, substituindo o antigo sistema a motor movido a combustível), e promoveu a pavimentação asfáltica e construção de calçadas nas ruas de Vila Vilena. Sempre atuou como representante político comprometido com o bem coletivo e o desenvolvimento de sua comunidade.
Como fundador de Vila Vilena, viveu nela até seus últimos dias, testemunhando o crescimento e a prosperidade da comunidade que havia sonhado décadas antes. Sua determinação, fé e generosidade fizeram dele um exemplo de liderança e amor ao próximo. O legado de coragem e sabedoria deixado por Jorge Vilena continua inspirando gerações.

## ÚLTIMA LUTA

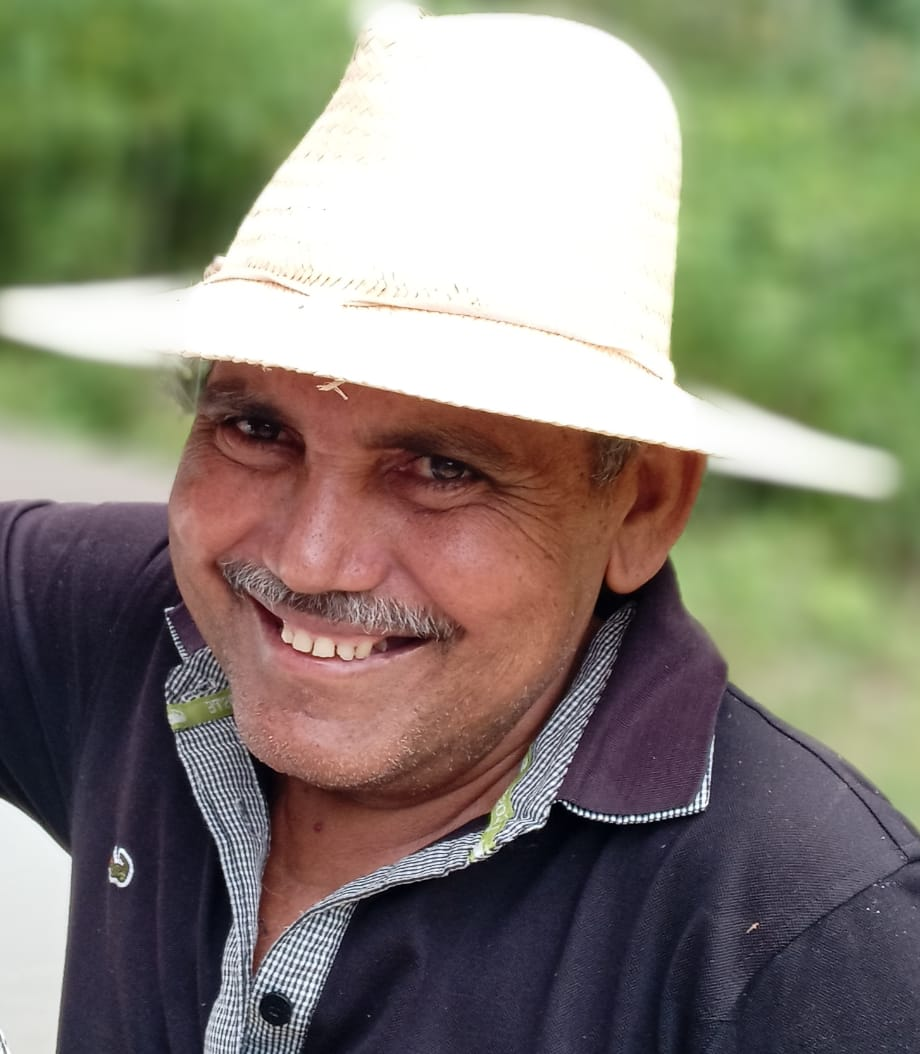
JORGE RIBEIRO VILENA 2024

Em 2019, Jorge foi diagnosticado com câncer. Com bravura e coragem, enfrentou o tratamento e, em 2020, alcançou a remissão da doença. No entanto, em 2022, o câncer retornou de forma mais agressiva, resistindo a diversas sessões de quimioterapia.
Infelizmente, aos 67 anos, em 25 de setembro de 2024, durante uma viagem a Brasília em busca de novos tratamentos, Jorge Ribeiro Vilena faleceu na capital do país. Antes de partir, expressou seu desejo de ser sepultado em Vila Vilena e fez seus filhos prometerem que realizariam seu último pedido.
No dia 27 de setembro, o corpo de Jorge Ribeiro Vilena chegou a Boa Vista, capital de Roraima, e seguiu para Vila Vilena, no município de Bonfim, em uma grande carreata organizada pelos moradores. Ao final daquela tarde, sob um leve chuvisco que muitos acreditaram ser um sinal enviado por Deus, Jorge Ribeiro Vilena foi sepultado em Vila Vilena — Bonfim, Roraima, seu lar de coração.
Deixou para trás não apenas sua família, mas também um legado marcado por superação, fé, resiliência e dedicação, tornando-se um exemplo eterno de que a verdadeira riqueza está em servir e amar o próximo.